# Charles William Morris
Charles William Morris (Denver, Colorado, 23 de mayo de 1901-Gainesville, Florida, 15 de enero de 1979) fue un filósofo y semiótico estadounidense.

## Vida
Según la mayoría de las fuentes su segundo nombre era William aunque en varios sitios aparece Williams, según la mayoría de las fuentes la fecha de su nacimiento fue el 23 de mayo de 1903, aunque otras fuentes suponen esto en 1902....
Morris recibe su título de ingeniero (B.S.) de la Northwestern University. Allí, intrigado por los problemas de cálculo que enfrentó en sus cursos, se interesa por el "significado" de los símbolos. Uno de sus profesores lo pone en contacto con la terminología del psicoanálisis freudiano y la obra de George Herbert Mead en torno a la naturaleza y función de los símbolos en el lenguaje.
Por ello, decide estudiar en la Universidad de Chicago bajo la dirección del pragmatista Mead, donde recibe su título de doctorado en filosofía en 1925 con su tesis titulada Symbolism and Reality, resultado de esta etapa de su vida. Allí también conoce la obra de C.K. Ogden e I.A. Richards, publicado en 1923. Su posterior modelo triádico del signo tiene un gran parecido con el Modelo de Ogden-Richards.
Como pragmatista y fundador de la psicología social, Morris enseña en la Rice University, Rice Institute, de 1925 a 1931. De aquí en adelante se sumerge en los trabajos de Bertrand Russell, Charles Peirce, Rudolf Carnap y Ernst Cassirer. También tuvo contacto personal con los lingüistas Edward Sapir, Manuel Andrade, Leonard Bloomfield, y luego con Roman Jakobson.
Morris desarrolló una forma original de pragmatismo que emergió de original de su época sobre semiótica. Morris estuvo muy involucrado con el Círculo de Viena de positivismo lógico particularmente influido por filósofos alemanes y austríacos a los cuales ayudó a refugiarse en Estados Unidos durante la década de 1930, de tales influjos se destacan los de Carnap y los de Neurath y participó en el Movimiento Unidad de la Ciencia (Unity of Science Movement).
De 1931 a 1947 es Profesor Asociado en la Universidad de Chicago. En 1938 publica Fundamentos de la teoría de los signos. Su interés por dar un estatuto científico a la semiótica, le sumerge en la poesía, la música, la pintura, la danza y el comportamiento vital (Nietzsche, Dewey, y hasta budismo). Escribió poesía y se vio atraído por nuevas formas de creencia religiosa. De 1948 a 1958, es Lector en la Universidad de Chicago. De 1958 a 1971 es Profesor Investigador en la Universidad de Florida.
Organizó el V y VI Congreso Internacional para la Unidad de la Ciencia, y su relación con los filósofos positivistas alemanes y austríacos fue crucial para asilar a muchos de ellos en los Estados Unidos al iniciar la II Guerra Mundial. El más conocido de ellos era Rudolf Carnap, de quien fue colega desde 1936 hasta 1952.
Morris fue Fellow de la American Academy of Arts and Sciences y sirvió como Presidente de la División Occidental (Western Division) de la American Philosophical Association de 1936 a 1937. Para esta época fue Editor Asociado de la International Encyclopedia of Unified Science.
Entre sus discípulos más apreciados se destaca el semiólogo Thomas Sebeok.

## Enfoque
Desde el punto de vista filosófico, Morris es pragmático y positivista. En consecuencia, reconoce la ciencia experimental como fuente exclusiva de conocimiento.
Su trabajo semiótico está fuertemente influenciado por la lógica y semiótica de Charles Sanders Peirce, al punto que muchos seguidores de Peirce consideran que la obra de Morris constituye una reelaboración superficial y distorsionada de éste. Mientras Peirce imaginaba una filosofía semiótica basada en las categorías universales de la percepción y la opinión de que «todo pensamiento es signo», Morris quería desarrollar una ciencia de los signos «sobre una base biológica y específicamente con el marco teórico de la ciencia del comportamiento».
Así, el enfoque filosófico de Morris determina su enfoque semiótico. Fusiona el modelo triádico del signo de Peirce con la propuesta de la caja negra del conductismo, una corriente filosófica de base biológica aún muy impregnada por un paradigma mecanicista, para desarrollar su teoría semiótica.
Morris concibe la semiótica como una ciencia de dos caras. Por una parte, es una ciencia en sí misma. Afirma que la semiótica puede ser la disciplina unificadora de las ciencias humanas en general. Por la otra, es un instrumento de la ciencia, por cuanto toda ciencia utiliza y se expresa con signos. De esta manera, la semiótica se ubica como parte fundamental de una metaciencia (ciencia de las ciencias). Por su relación con Carnap pudo aproximarse al positivismo lógico del Círculo de Viena desarrollando de tal modo una forma original de pragmatismo aplicado principalmente a la semiótica.
En su dedicación a la semiótica, Morris, enfatiza el tema en una tricotomía, la de la sintaxis, la semántica y la pragmática (en lingüística se entiende principalmente como pragmática a la relación concreta de los signos con los hechos reales a los que se refieren).

Coherentemente con la anterior tricotomía, Morris también plantea una tripartición del signo lingüístico en «tres dimensiones»: la del vehículo sígnico, la del designatum y la del interpretante; tal estructura aparece por primera vez en su libro Fundamentos de una teoría de los signos. En efecto, Charles W. Morris es considerado uno de los fundadores de la llamada teoría de los signos siendo considerado el suyo el primer proyecto completo de una semiótica, ha de tenerse en cuenta que su obra ha sido, en primera instancia, una filosofía del lenguaje.

## Signo
Para Morris el ser humano es esencialmente un animal simbólico, idea tomada de Cassirer. Por lo tanto, considera que un estudio sistemático y exhaustivo de los signos constituye requisito fundamental para la comprensión del hombre. Pero también reconoce que los animales usan signos, aunque de una naturaleza menos compleja y elaborada.
La semiosis es el proceso que permite que algo pueda operar como signo. Con ello, a Morris le interesa determinar cuáles son las condiciones para la existencia del signo.
Siguiendo un modelo triádico, que aparece primero en su libro "Fundamentos de la teoría de los signos", Morris define el signo como algo que alude a algo para alguien. Esto implica al menos tres componentes: vehículo sígnico, designatum e interpretante. El vehículo sígnico (S) es la manifestación material del signo, lo que actúa como signo; el designatum (D) es lo designado por dicho vehículo sígnico, aquello a que el signo alude; y el interpretante (I) es la conducta observable que desencadena en el receptor, el efecto que produce en determinado intérprete.
Cabe hacer tres observaciones. En primer lugar, Morris, por economía, suele nombrar al vehículo sígnico como signo. En segundo lugar, introduce un elemento de naturaleza distinta, el intérprete, que es el individuo que recibe e interpreta el signo (no debe confundirse el intérprete con el interpretante). Finalmente, para evitar la introducción de ámbitos metafísicos, recurre a un elemento adicional, el denotatum (O), para dar cuenta de aquellos designata sin referente real.
A partir de estos elementos, se pueden evidenciar al menos tres dimensiones semióticas. Cuando el signo entra en relación con su designatum (S-D), se habla de una dimensión semántica. El signo en relación con su interpretante (S-I) constituye una dimensión pragmática. El signo en relación con otros signos (S-S) forma la dimensión sintáctica. La relación entre el signo y el denotatum (S-O) haría parte también de la dimensión semántica, aunque de naturaleza distinta. Por supuesto, estas mismas relaciones y dimensiones se manifiestan en el lenguaje (language).
Ahora bien, para referirse a estas relaciones sugiere restringir ciertos términos. La dimensión semántica designa o denota, la dimensión sintática implica y la dimensión pragmática expresa.
La existencia del signo exige tres grandes condiciones (según la lectura que Juan Angel Magariños de Morentin hace de Morris): presencia, ausencia y eficacia. La presencia es la condición de que algo aluda a otra cosa (la cosa no puede ser signo de sí misma). La ausencia es la condición de que haya algo aludido (que debe tener existencia real, aunque no necesariamente concreta). La eficacia es la condición de producir un efecto (que en Morris es el comportamiento evidente).

## Obras

### Principales
Semióticas:
- Foundations of the Theory of Signs/ Fundamentos de una Teoría de los signos -también traducido como Lineamientos de una teoría de los signos- (1938)
- Signs, Language, and Behavior/ Signos, lenguaje y conducta (1946)
- Signification and Significance/ Significación y significancia -También traducido como: La significación y lo significativo: estudio de las relaciones entre el signo y el valor- (1964)
- Writings on the General Theory of Signs/ Escritos sobre una teoría general de los signos (1971)

Otras (filosóficas):
- Mind, Self, and Society/ Mente, alma y sociedad (1934), una colección de lecturas de George H. Mead.
- Paths of Life: Preface to a World Religion/ Pistas de vida: Prefacio a una religión mundial (1942)
- The Open Self/ El alma abierta (1948)
- Varieties of Human Value/ Variedades de valor humano (1956)
- The Pragmatic Movement in American Philosophy/ El movimiento pragmático en la filosofía estadounidense (1970)
- Six Theories of Mind/ Seis teorías de la mente
- Logical Positivism, Pragmatism, and Scientific Empiricism/ Positivismo lógico, pragmatismo y empirismo científico

### Lista completa
Shook menciona las siguientes:
Symbolism and Reality: A Study in the Nature of Mind / Simbolismo y realidad: un estudio de la naturaleza de la mente. Disertación en la Universidad de Chicago, 1925. Reimpresión en Ámsterdam: John Benjamins, 1993. Traducida al alemán (Symbolik und Realitat), con una introducción de A. Eschbach. Frankfurt: Suhrkamp, 1981.
"The Total-Situation Theory of Ethics." / La situación total de la teoría de las éticas, International Journal of Ethics 37 (1927): 258-268.
"The Concept of the Symbol I." / El concepto de símbolo I, Journal of Philosophy 24 (1927): 253-262.
"The Concept of the Symbol II."/ El concepto de símbolo II, Journal of Philosophy 24 (1927): 281-291.
"Review of G. Lanoe-Villene, Le Livre des Symboles: Dictionnaire de Symbolique et de Mythologie."/ Revisión de G. Lanoe-Villene, El libro de los símbolos: Diccionario de simbólica y mitología, Journal of Philosophy 24 (1927): 581-583.
"The Prediction Theory of Truth." / La predicción, teoría de la verdad, Monist 38 (1928): 387-401.
"Neo-Pragmatism and the Ways of Knowing." / Neopragmatismo y las vías del conocimiento, Monist 38 (1928): 494-501.
"Has Russell Passed the Tortoise?" /¿Tiene Russell pasado de tortuga?, Journal of Philosophy 26 (1929): 449-459.
"The Relation of Formal to Instrumental Logic." / La relación de la lógica formal a la lógica instrumental, In T. V. Smith and W. K. Wright, eds, Essays in Philosophy (Chicago: University of Chicago, 1929), pp. 253-268.
"The Nature of Mind." / La naturaleza de la mente, Three lectures delivered at the Rice Institute on January 6, 13, and 20, 1929. Rice Institute Pamphlet, vol. 16, no. 44 (Houston, 1929), pp. 153-244.
"Review of A. Spaier, La Penseé Concrète: Essai sur le symbolisme intellectual." / Revisión de A. Spaier, El pensamiento concreto: ensayo sobre el simbolismo intelectual, Philosophical Review 38 (1929) 407-410.
"Review of G. A. De Laguna, Speech, Its Function and Development." / Revisión de G. A. De Laguna, el discurso, su función y desarrollo.
"Review of J. F. Markey, The Symbolic Process and Its Integration in Children." / Revisión de J. F. Markey, el proceso simbólico y su integración en los niños, Philosophical Review 38 (1929): 612-615.
"Review of The Problem of Truth / Revisión del problema de la verdad: University of California Lectures Delivered before the Philosophical Union, 1927-28." Journal of Philosophy 26 (1929): 356-360.
"A Reply to Prof. Schilpp." / Una réplica al Profesor Scilpp, Monist 40 (1930): 321-323.
"Review of H. Dingier, Metaphysik der Wissenschaft vom Letzten." Philosophical Review 39 (1930): 508-513.
"Review of University of California Publications in Philosophy, vol. 2: Studies in the Nature of Truth." Journal of Philosophy 27 (1930): 210-215.
"Mind in Process and Reality." / La Mente en proceso y realidad, Journal of Philosophy 28 (1931): 113-127.
"Review of C. A. Strong, Essays on the Natural Origin of the Mind." Philosophical Review 40 (1931): 590-592.
Six Theories of Mind. / Seis teorías de la mente, Chicago: University of Chicago, 1932. Reprinted, 1966.
"Truth, Action, and Verification." / Verdad, acción y verificación, Monist 42 (1932): 321-329.
"Review of L. A. Dewe, Les deux ordres, psychique et matériel." / Revisión e L. A. Dewe. Los dos órdenes: físico y material, Philosophical Review 41 (1932): 87-88.
"Review of G. F. Stout, Mind and Matter." / Revisión de G. F. Stout, Mente y materia, Philosophical Review 41 (1932): 410-413.
"Review of T. Whittaker, Prolegomena to a New Metaphysics." / Revisión de T. Whittaker, Prolegómenos a una nueva metafísica, Ethics 42 (1932): 470-471.
"Review of D. S. Robinson, An Introduction to Living Philosophy." / Revisión de D. S. Robinson, Una introducción a una filosofía viviente, Ethics 42 (1932): 469-470.
"Review of J. Wahl, Vers le Concret: Etudes d'Histoire de la Philosophie Contemporaine." / Revisión de J. Wahl, hacia lo concreto: estudios de la historia de la filosofía contemporánea, Journal of Philosophy 30 (1933): 714-716.
Pragmatism and the Crisis of Democracy. Public Policy Pamphlet No. 12. Chicago: /Pragmatismo y la crisis de la democracia panfleto N° 12, Chicago, University of Chicago, 1934.
"Introduction." To George H. Mead, Mind, Self, and Society. / Introducción a George Herbert Mead, Mente, alma y sociedad, Chicago: University of Chicago, 1934.
"Pragmatism and Metaphysics." / Pragmatismo y metafísica, Philosophical Review 43 (1934): 549-564. Reimpreso en Logical Positivism, Pragmatism, and Scientific Empiricism (Paris: Hermann et Cie., 1937), pp. 31-45.
"Review of R. W. Sellars, The Philosophy of Physical Realism." Philosophical Review 43 (1934): 205-208.
"Brief Bibliography of Contemporary Scientific Philosophy in the United States."/ Breve bibliografía de la filosofía científica contemporánea en los Estados Unidos, Erkenntnis 5 (1935) 195-199.
"Philosophy of Science and Science of Philosophy."/ Filosofía de la ciencia y ciencia de la filosofía, Philosophy of Science 2 (1935): 271-286. Reprinted in Logical Positivism, Pragmatism, and Scientific Empiricism (Paris: Hermann et Cie., 1937), pp. 7-21. An abstract is in Journal of Philosophy 32 (1935): 292.
"The Relation of the Formal and Empirical Science within Scientific Empiricism." / La relación de la ciencia empírica y formal con el empirismo científico, Erkenntnis 5 (1935) 6-14. Reprinted in Logical Positivism, Pragmatism, and Scientific Empiricism (Paris: Hermann et Cie., 1937), pp. 46-55.
"Some Aspects of Recent American Scientific Philosophy."/ Algunos aspectos de la reciente filosofía científica estadounidense, Erkenntnis 5 (1935-36) 142-151.
"Review of F. C. S. Schiller, Must Philosophers Disagree?"/ Revisión de F. C. S. Schiller, ¿deben los filósofos discrepar?, Personalist 16 (1935): 388-390.
"Professor Schiller and Pragmatism." / El Profesor Schiller y el pragmatismo, Personalist 17 (1936): 294-300.
"Semiotic and Scientific Empiricism."/ Semiótica y empiricismo científico, In Actes du Congrès International de Philosophie Scientifique 1935, vol. 1 (París: 1936), pp. 2-16. Reprinted in Logical Positivism, Pragmatism, and Scientific Empiricism (París: Hermann et Cie., 1937), pp. 56-71.
"Remarks on the Proposed Encyclopaedia."/ Comentarios sobre la enciclopedia propuesta, Actes du Congrès International de Philosophie Scientique. vol. 2: Unité de la Science (Paris: 1936), pp. 71-74.
"The Concept of Meaning in Pragmatism and Logical Positivism."/ El significado en el pragmatismo y en el positivismo lógico, In Actes du Huitième Congrès International de Philosophie, Prague, Czechoslovakia, 2-7 de septiembre de 1936 (Prague: 1936. Rpt., Nendeln und Leichtenstein: Kraus Reprint, 1968), pp. 130-138. Reprinted in Logical Positivism, Pragmatism, and Scientific Empiricism (Paris: Hermann et Cie., 1937), pp. 22-30.
"Review of Einheit der Wissenschaften: Prager Vorkonferenz der Internationalen Kongresse für Einheit der Wissenschaft." Philosophy of Science 3 (1936): 542-543.
"Review of O. Neurath, Le dévéloppement du Cercle de Vienne et l'avenir de l'empirisme logique."/ Revisión de O. Neurath, el devenir del Círculo de Viena y el advenir del empirismo, Philosophy of Science 3 (1936): 542-543.
"Symposium of Unified Science."/ Simposio de la Ciencia Unificada, Philosophy of Science 4 (1937): 496-498.
Logical Positivism, Pragmatism and Scientific Empiricism./ Positivismo lógico, pragmatismo y empiricismo científico, París: Hermann et Cie., 1937. Reprinted, Nueva York: AMS Press, 1979.
"The Unity of Science Movement and the United States." / La unidad del Movimiento Científico y los Estados Unidos, Synthese 3 (1938): 25-29.
"Introduction." To George H. Mead, The Philosophy of the Act, ed. Charles W. Morris, in collaboration with J. M. Brewster, A. M. Dunham and D.L. Miller (Chicago: University of Chicago 1938), pp. vii-lxxiii.
"Scientific Empiricism." International Encyclopedia of Unified Science, ed. Otto Neurath, vol. 1, no. 1 (Chicago: University of Chicago Press, 1938), pp 63-75.
"Foundations of the Theory of Signs." / Fundamento de la teoría e los signos, International Encyclopedia of Unified Science, ed. Otto Neurath, vol. 1 no. 2. (Chicago: University of Chicago Press, 1938. Rpt, Chicago: University of Chicago Press, 1970-71). Reimpreso en Charles Morris, Writings on the General Theory of Signs (La Haya: Mouton, 1971), pp. 13-71. Traducido al italiano como: Lineamenti di una teoría dei segni, por F. Rossi-Landi, con su introducción y comentarios. Turin, Milán, Padua: 1963. Traducido al alemán como, Grundlagen der Zeichentheorie: Äesthetik und Zeichentheorie, por R. Posner and J. Rehbein. München: Hanser, 1972.
"Peirce, Mead and Pragmatism." / Peirce, Mead y pragmatismo. Philosophical Review 47 (1938): 109-127.
"General Education and the Unity of Science Movement." / Educación general y la unidad del movimiento científico, En John Dewey and the Promise of America, Progressive Education Booklet No. 14 (Columbus, Ohio: Progressive Education Association 1939), pp. 26-40.
"Science, Art and Technology." / Ciencia, arte y tecnología, Kenyon Review 1 (1939): 419-423.
"Esthetics and the Theory of Signs." / Estéticas y teoría de los signos, Erkenntnis 8 (1939): 131-150. Reprinted in Charles Morris, Writings on the General Theory of Signs (The Hague: Mouton, 1971), pp. 415-433.
"Review of P. W. Bridgman, The Intelligent Individual and Society." / Revisión de P. W. Bridgman, lo inteligente individual y la sociedad, Review of Scientific Instruments 10 (1939): 122.
"Semiotic, the Socio-Humanistic Sciences, and the Unity of Science." / Semiótica, las ciencias sociohumanísticas y la Unidad de la Ciencia, Erkenntnis 9 (1940).
"Knowledge and Social Practice." / Conocimiento y práctica soical, Frontiers of Democracy 6 (1940): 150-152.
"The Mechanism of Freedom." In Freedom, Its Meaning, / El mecanismo de la libertad, en Libertad, sus signos, ed. R.N. Anshen (New York: 1940), pp. 579-589.
"The Search for a Life of Significance. The Work of Raymond Jonson, American Painter."/ La búsqueda para una vida de significancia. La obra de Raymond Jonson, pintor estadounidense, Tomorrow 1 (1941): 16-21.
"Review of P. Frank, Between Physics and Philosophy." Astrophysical Journal 94 (1941): 555.
"Empiricism, Religion, and Democracy." In Science, Philosophy, and Religion: Second Symposium, ed. L. Bryson, ed. (New York: 1942), pp. 213-242.
"William James Today." / William James hoy, In Commemoration to William James, ed. Horace M. Kallen, ed. (New York: 1942). pp. 178-187.
Paths of Life: Preface to a World Religion./ Pistas de vida: prefacio a una religión mundial, Nueva York: Harper and Brothers, 1942.
"Freedom or Frustration." / Libertad o frustración, Fortune 28 (1943): 148-152 and 162-174.
"Commentary on A. Kaplan, ‘Content Analysis and the Theory of Signs’." Philosophy of Science 10 (1943): 230-247 and 247-249.
"The Social Assimilation of Cultural Relativity."/ La asimilación social de la relatividad cultural, In Approaches to World Peace, ed. L. Bryson et al. (New York: 1944), pp. 619-626.
"Liberation from the Machine Mind." / Liberación desde la máquina mental, Biosophical Review 7 (1944): 9-10.
"Review of A. S. Clayton, Emergent Mind and Education: A Study of George H. Mead's Bio-Social Behaviorism from an Educational Point of View."/ Revisión de A. S. Clayton, mente emergente y educación: Un estudio del conductismo biosocial de George H. Mead desde una perspectiva educacional, Journal of Philosophy 41 (1944): 108-109.
"Review of National Society of College Teachers of Education, Yearbook no. 28: The Discipline of Practical Judgment in a Democratic Society." Journal of Philosophy 41 (1944): 302-304.
"Communication: Its Forms and Problems." / comunicación, sus formas y problemas, In Approaches to National Unity, ed. L. Bryson (New York: 1945), pp. 635-643.
"Nietzsche, An Evaluation." / Nietzsche, una evaluación, Journal of the History of Ideas 6 (1945): 285-293.
"The Significance of the Unity of Science Movement." Philosophy and Phenomenological Research 6 (1946): 508-515.
Signs, Language and Behavior. / Signos, lenguaje y conducta, Nueva York: Prentice-Hall, 1946. Reprinted, New York: George Braziller, 1955. Reprinted in Charles Morris, Writings on the General Theory of Signs (The Hague: Mouton, 1971), pp. 73-397. Translated into Italian, Segni, linguaggio e comportamento, by S. Ceccato. Milan: 1949. Translated into German, Zeichen, Sprache und Verhalten, by A. Eschbach and G. Kopsch. Dusseldorf: Schwann, 1973.
"Science and Discourse." / Ciencia y discurso, Synthese 5 (1946): 296-308.
"To the Editors of the Journal of Philosophy." Journal of Philosophy 43 (1946): 196.
"To the Editors of the Journal of Philosophy." Journal of Philosophy 43 (1946): 363-364.
"Linguistics and the Theory of Signs." Word 2 (1946): 85.
"Philosophy as Symbolic Synthesis of Belief."/ Filosofía y síntesis simbólica de la creencia, Sixth Conference on Science, Philosophy, and Religion (1945). In Approaches to Group Understanding, ed. L. Bryson et al. (New York: 1947), pp. 626-631.
"Testimony of American Youth."/ Testimonio de la juventud estadounidense, New York Herald Tribune, 26 de octubre de 1947.
"Multiple Self and Multiple Society."/ Alma múltiple y sociedad múltiple, In Freedom and Experience: Essays presented to H. M. Kallen, ed. Sidney Hook and Milton R. Konvitz (Ithaca: Cornell University Press, 1947), pp. 70-78.
"Review of H. W. Schneider, A History of American Philosophy." Nation (1947): 225-226.
"Signs about Signs about Signs."/ Signos acerca de los signos acerca de los signos, Philosophy and Phenomenological Research 9 (1948): 115-133. Reprinted in Charles Morris, Writings on the General Theory of Signs (The Hague: Mouton, 1971), pp. 434-455.
"Comments on Mr. Storer's Paper." Philosophy of Science 15 (1948): 330-332.
"Recent Studies in Meaning and Communication." / Estudios recientes en significado y comunicación, Sigma 2 (1948): 454-458.
The Open Self./ El alma abierta, Nueva York: Prentice-Hall, 1948.
"The Three Primary Forms of Discourse." / Las tres formas primarias del discurso, en The Language of Wisdom and Folly/ El lenguaje de la sabiduría y la tontería, ed. I.J. Lee (New York: 1949), pp. 31-39.
"Entrance to Asia." / Entrada al Asia, Chuo Koron (1949): 19-23.
Öppna Er Själv. Traducido al sueco por Ann Bouleau. Stockholm: 1949.
"Individual Differences and Cultural Patterns."/ Diferencias individuales y patrones culturales, In Personality in Nature, Society, and Culture, ed. C. Kluckhohn and H.A. Murray (New York: 1949), pp. 131-143.
"Comments on the Paper by Jean A. Phillips."/ Comentarios sobre el papel (paper) por Jean A, Phillips, Philosophy of Science 17 (1950): 354-355.
"Comparative Strength of Life-Ideals in Eastern and Western Cultures."/ Fuerza comparativa de los ideales vitales en las culturas orientales y occidentales, In Essays in East-West Philosophy, ed. C.A. Moore (Honolulu: 1951), pp. 353-370.
"Biosophical Themes and Human Values?"/ ¿Temas biosóficos y valores humanos?, Biosophical Review 11 (1951): 16-18.
"The Science of Man and Unified Science."/ La ciencia humana y la ciencia unificada, Proceedings of the American Academy of Arts and Sciences 80 (1951): 37-44.
"Similarity of Constitutional Factors in Psychotic Behavior in India, China and the United States." / Similatud de los factores constitucionales en la conducta psicótica en la India, la China y los Estados Unidos, American Journal of Psychiatry 108 (1951): 143-144.
"Axiology as the Science of Preferential Behavior." / Axiología es la ciencia de la conducta preferencial, In Value: A Cooperative Inquiry, ed. R. Lepley (New York: 1951), pp. 211-222.
"Comments on Mysticism and its Language."/ Comentario al misticismo y su lenguaje, ETC. A Review of General Semantics 9 (1951-52): 3-8.
"Review of K. Burke, A Rhetoric of Motives." Review of Metaphysics 4 (1951): 439-443.
"Review of A. W. Watts, The Supreme Identity." Philosophy East and West 1 (1951): 77-79.
"Significance, Signification, and Paintings." / Significancia, significación y pinturas, Methodos 5 (1953): 87-102. Reprinted in Symbols and Value, ed. L. Bryson (New York: 1954), pp. 563-575.
"Symbols, Values and Philosophy." / Símbolos, valores y filosofía, Audio recorded in 1953, 20 minutes. New York: McGraw-Hill, 1969. New York: Jeffrey Norton, 1981.
"Review of R. B. Perry, Realms of Value." / Revisión de R. B. Perry, reinos de valor, Annuals of the American Academy of Political and Social Sciences 295 (1954): 179-180.
"Value Scales and Dimensions."/ Valor: escalas y dimensiones, Journal of Abnormal and Social Psychology 51 (1955): 523-535.
Varieties of Human Value. Chicago: University of Chicago Press, 1956. Reprinted, 1973.
"Toward a Unified Theory of Human Behavior."/Hacia una teoría unificada de la conducta humana, In Toward a Unified Theory of Human Behavior, ed. R.R. Grinker (New York: 1956), pp. 350-351.
"Varieties of Human Value."/ Variedades del valor humano, Humanist 16 (1956): 153-161.
"Return to Nature."/ Retorno a la naturaleza, Time (Atlantic edition) 67 (1956): 41.
"Relations of Temperament to the Choice of Values."/ Relaciones del temperamento respecto a las cosas y valores, Journal of Abnormal and Social Psychology 53 (1956): 345-349.
"Paintings, Ways to Live, and Values."/ Pinturas, maneras de vida y valores, In Sign Image Symbol, ed. G. Kepes (New York: 1956), pp. 144-149.
"Man-Cosmos Symbols."/ Símbolos del Hombre-cosmos, In The New Landscape in Art and Science, ed. G. Kepes (Chicago: 1956), pp. 98-99. Reprinted in Charles Morris, Writings on the General Theory of Signs (The Hague: Mouton, 1971), pp. 464-466.
"Review of L. Bryson et al., Symbols and Society." Contemporary Psychology 1 (1956): 216-217.
"Review of P. Edwards, The Logic of Moral Discourse." Annuals of the American Academy of Political and Social Sciences 307 (1956): 181.
"Review of S. Uyade, Logical Positivism: Essays in Philosophical Analysis and Language, Meaning and Value." Philosophy and Phenomenological Research 17 (1956-57): 265-266.
"Mysticism and Its Language." In Language: An Enquiry into Its Meaning and Function, ed. R. N. Anshen (New York: 1957), pp. 179-187. Reprinted in Charles Morris, Writings on the General Theory of Signs (The Hague: Mouton, 1971), pp. 456-463.
"A Comment on Dr. Paul Oppenheim's Dimension of Knowledge." Revue Internationale de Philosophie 40 (1957) Fasc. 2.
"Philosophy and the Behavioral Sciences in the United States." Chinese Journal of Contemporary Philosophy and Social Sciences (1957): 1-8.
"Review of K. R. Boulding, The Image: Knowledge in Life and Society." American Sociological Review 22 (1957): 112-113.
"Review of H. Welch, The Parting of the Way: Lao Tzu and the Taoist Movement." / Revisión de H. Welch, partiendo del camino: Lao Tzu y el movimiento taoísta, American Sociological Review 22 (1957): 494.
"Review of M. Natason, The Social Dynamics of George Herbert Mead." Ethics 67 (1957): 145-146.
"Prospects for a New Synthesis: Science and the Humanities as Complementary Activities." In Science and the Modern Mind, ed. G. Holton (Boston: 1958).
"Words without Meaning." Contemporary Psychology 3 (1958): 212-214.
"Edward Scribner Ames As Philosopher." The Scroll: The Journal of the Campbell Institute (Chicago) 44 (1958): 7-10.
"Philosophy, Psychiatry, Mental Illness and Health." / Filosofía, psiquiatría, enfermedad mental y salud, Philosophy and Phenomenological Research 20 (1959-60): 47-55.
"Values of Psychiatric Patients." Behavioral Science 5 (1960): 297-312.
"On the History of the International Encyclopaedia of Unified Science." Synthese 12 (1960): 517-521.
"Analysis of the Connotative Meanings of a Variety of Human Values as Expressed by American College Students." Journal of Abnormal and Social Psychology 62 (1961): 62-73.
"Values, Problematic and Unproblematic, and Science." Journal Of Communication 11 (1961): 205-210.
"On the History of the International Encyclopedia of Unified Science." In Logic and Language: Festschrift R. Carnap (Dordrecht: 1962), pp. 242-246.
"Pragmatism and Logical Empiricism." In The Philosophy of Rudolf Carnap, ed. Paul A. Schilpp (New York: 1963), pp. 87-98.
Signification and Significance: A Study of the Relations of Signs and Values. Cambridge, Mass.: MIT Press, 1964. Chap. 1, "Signs and the Act," is reprinted in Charles Morris, Writings on the General Theory of Signs (The Hague: Mouton, 1971), pp. 401-414.
"Otto Neurath and the Unity of Science Movement." Jerusalem: 1964.
"George H. Mead: A Pragmatist's Philosophy of Science." In Scientific Psychology: Principles and Approaches, ed. Benjamin B. Wolman and Ernest Nagel (New York: Basic Books, 1965), pp. 402-408.
"Aesthetics, Signs and Icons."/ Estéticas, signos e iconos, Philosophy and Phenomenological Research 25 (1964-65): 356-364.
"On the Unity of the Pragmatic Movement." Rice University Studies vol. 51 no. 4 (1965): 109-119.
"Alfred Adler and George H. Mead." Journal of Individual Psychology 21 (1965): 199-200.
"Technique and Human Value." Symposium on the Technological Society, the Center for the Study of Democratic Institutions, Santa Bárbara (California), 19-23 de diciembre de 1965.
Festival. New York: George Braziller, 1966.
"Comment on 'Counseling without Assuming Free Will'." Personnel and Guidance Journal 45 (1966): 217-218.
"Foreword"/ Prólogo (para una traducción al italiano de "Esthetics and the Theory of Signs" and "Esthetics, Signs, and Icons.") Nuova corrente 42-43 (1967): 113-119.
"A Tribute to Daisetz Teitaro Suzuki." The Eastern Buddhist/, Un tributo a Daisetz Teitaro Suzuki. El budismo oriental, new series 2 (1967): 128-129.
"Religion and the Empirical Study of Human Values." Religious Humanism 1 (1967): 74-75.
"Thirteen Ways to Live – A Report on Reactions of Readers of Religious Humanism." Religious Humanism 2 (1968): 85-86.
"G. H. Mead als Sozialpsychologe und Sozialphilosoph." In George H. Mead, Geist, Identität und Gesellschaft (Frankfurt: Suhrkamp 1968), pp. 13-39.
"The Symbol Maitreya."/ El símbolo Maitreya, Maitreya 1 (1970): 4-6.
The Pragmatic Movement in American Philosophy. New York: George Braziller, 1970.
Writings on the General Theory of Signs. Den Haag: Mouton,1971.
"Changes in Conceptions of the Good Life by American Students from 1950 to 1970." Journal of Personality and Social Psychology 20 (1971): 254-260.
Cycles. Gainesville: University of Florida Press, 1973.
"Sprechen und menschliches Handeln." In Philosophische Anthropologie, vol. 7, no. 2., ed. Hans Georg Gadamer and P. Vogler (Stuttgart: 1975), pp. 235-251.
Zeichen Wert Äesthetik. Mit einer Einleitung hg. u. übers. v. A. Eschbach. Frankfurt: Suhrkamp, 1975.
Image. New York: Vantage Press, 1976.
Pragmatische Semiotik und Handlungstheorie. Mit einer Einleitung hg. und übers. v. A. Eschbach. Frankfurt: Suhrkamp, 1977.